# Drymaria molluginea
Drymaria molluginea là loài thực vật có hoa thuộc họ Cẩm chướng. Loài này được (Ser.) Didr. mô tả khoa học đầu tiên năm 1858.